# Ingrid Hamrell-Mårtensson
Ingrid Märit Gunnel Hamrell-Mårtensson, född 4 oktober 1930 i Östersund, är en svensk konstnär. 
Hamrell-Mårtensson, som är dotter till landskanslist Erik Hamrell och Jenny Karlsson, studerade vid Otte Skölds målarskola 1949 och vid Kungliga Konsthögskolan 1949–1955. Hon har varit verksam som konstnär och jordbrukare på Gotland sedan 1956. Hon har hållit separat- och samlingsutställningar i Sverige, Kanada och Östtyskland samt en vandringsutställning om miljö, jordbruk och glesbygdsproblem. Hon har utsmyckat Visby sjukhus och ålderdomshem. Hon är representerad vid Statens konstråd samt kommuner och landsting.